# Zofia Majewska (geofizyk)
Zofia Majewska (ur. 7 października 1944, zm. 29 stycznia 2023) – polska geofizyk, dr hab.

## Życiorys
W 1989 habilitowała się na podstawie pracy zatytułowanej Związek wysokoczęstotliwościowej emisji akustycznej górotworu z jego parametrami hydrodynamicznymi. Została zatrudniona na stanowisku profesora nadzwyczajnego w Katedrze Geofizyki na Wydziale Geologii, Geofizyki i Ochrony Środowiska Akademii Górniczo-Hutniczej w Krakowie.